# Glaskreeftje
Het glaskreeftje (Leptodora kindtii) is een watervlooiensoort uit de familie van de Leptodoridae. De wetenschappelijke naam van de soort werd voor het eerst geldig gepubliceerd in 1844 door Focke. Het glaskreeftje leeft in meren en grote rivieren en jaagt op verschillende kleine kreeftachtigen (Anomopoda, roeipootkreeftjes) en raderdiertjes.